# چارلز اورییر
چارلز «چاک» اورییر (Charles O'Rear) (متولد ۱۹۴۱) یک عکاس آمریکایی است. عکس معروف وی، بلیس (سعادت)، به عنوان تصویر پس زمینه پیش فرض در سیستم عامل ویندوز ایکس‌پی انتخاب شده است. اورییر کار خود را با روزنامه‌هایی چون امپوریا گازت، کانزاس سیتی استار، لس‌آنجلس تایمز آغاز کرد و با مجله نشنال جئوگرافیک نیز همکاری داشت، وی همچنین در پروژه آژانس حفاظت محیط زیست آمریکا، موسوم به داکیومریکا نیز به فعالیت پرداخت. اورییر از سال ۱۹۹۸، با کوربیس که شرکتی متعلق به بیل گیتس و فعال در زمینه عکاسی آرشیوی و مستقر در سیاتل، واشینگتن است، همکاری داشته است.